# Clidemia barkleyi
Clidemia barkleyi är en tvåhjärtbladig växtart som beskrevs av John Julius Wurdack. Clidemia barkleyi ingår i släktet Clidemia och familjen Melastomataceae. Inga underarter finns listade i Catalogue of Life.